# Фёдоровское (Луховицкий район)
Фёдоровское — деревня в Луховицком районе Московской области. Деревня принадлежит к сельскому поселению Газопроводское, а ранее она относилась к Гавриловскому сельскому округу. Население — 10 чел. (2010).
Деревня Фёдоровское расположена на берегу небольшой речки, правого притока реки Мечи. Ближайший населённый пункт — деревня Мухино, расположенная в 1,5 км от деревни. Почтового отделения в деревне Фёдоровское нет. Ближайшее почтовое отделение (Мухино) находится в посёлке Газопроводск в 3 км от деревни.

## Население
| 2002 | 2006 | 2010 |
| ---- | ---- | ---- |
| 11   | ↘10  | →10  |

## Транспорт
Деревня располагается в 4 км к юго-западу от Новорязанского шоссе, в 3 км от центра сельского поселения Газопроводска. С деревней Фёдоровское Луховицким автотранспортным предприятием организовано автобусное сообщение: ходит автобус Луховицы — Фёдоровское. Железная дорога через село не проходит — ближайшая железнодорожная станция расположена в Алпатьево — в 10 км на северо-восток от деревни (14 км по автодороге).

## Расположение
- Расстояние от административного центра поселения — посёлка Газопроводск
  - 2,9 км на юго-запад от центра посёлка
  - 2,3 км по дороге от границы посёлка
- Расстояние от районного центра — города Луховицы
  - 18 км на юго-восток от центра города
  - 22 км по дороге от границы города